# صادق مدبر
صادق بازلی مدبر سیاستمدار اهل افغانستان و رئیس شورای رهبری حزب انسجام ملی افغانستان است. او برای هفت‌ونیم سال رئیس عمومی اداره امور و دارالانشاء (دبیرخانه) شورای وزیران در حکومت حامد کرزی بود.

## تولد و خانواده
صادق بازلی مدبر فرزند سلطان‌حسین خان در ۲۰ حوت ۱۳۳۸ خورشیدی در ولسوالی مرکز بهسود ولایت وردک دیده به‌جهان گشود. پدر آقای مدبر شغل معلمی داشت و پس از مدتی خدمت در نظام معارف افغانستان در اثر بیماریِ درگذشت. در این هنگام آقای مدبر چهار سال سن داشت. عموی آقای مدبر نیز مشاغل دولتی و خصوصی داشتند و به همین دلیل سطح فرهنگ و مطالعه در خانواده او متفاوت‌تر از دیگر خانواده‌ها بود. آقای مدبر ازدواج کرده و دو پسر و دو دختر دارد. یک پسر و یک دختر او تا مقطع ماستری و یک پسر دیگر او تا مقطع لیسانس تحصیل کرده‌است. فرزند چهارم آقای مدبر که یک دختر است، هنوز کوچک می‌باشد.

## تحصیلات
صادق مدبر با حمایت عمویش توانست دوره مکتب را در لیسه عالی راقول در زادگاهش به عنوان «شاگرد ممتاز» به پایان برساند. هم‌زمان، او علوم مقدماتی دینی همچون صرف، نحو و صمدیه را نزد عالمان منطقه آموخت و در زمستان‌های سال‌های ۱۳۵۴، ۱۳۵۵ و ۱۳۵۶ خورشیدی به کابل می‌رفت و مضامین ساینسی و ریاضی را در مرکز آموزشی رهنمای علوم انجنیر عثمان واقع شهرنو کابل آموخت و خودش را برای عبور موفقانه از کنکور آماده کرد. او در ۱۸سالگی با عبور از امتحان کنکور در سال ۱۳۵۸ خورشیدی وارد دانشکده فارمسی (داروسازی) دانشگاه کابل شد و در سال ۱۳۶۱ از این رشته به سویه لیسانس (کارشناس) فراغت حاصل کرد.

## سهم‌گیری در جهاد مقدس مردم افغانستان
مدبر در بهار ۱۳۵۸، به کابل رفت و سرگرم فراگیری دروس دانشگاهی شد. این در حالی بود که جهاد مقدس مردم افغانستان آغاز شده و برخی حرکت‌های جدی در گوشه گوشه کشور از جمله پایتخت علیه حاکمیت حزب دمکراتیک خلق که وابستگی مفرط به اتحاد شوروی وقت داشت، راه‌اندازی می‌شد. آقای مدبر با درک شرایط و اوضاع نابسامان آن زمان و همچنین تهاجم ارتش سرخ در ۶ جدی ۱۳۵۸، به عضویت حرکت اسلامی افغانستان درآمد و در قیام سوم حوت چنداول حضور فعالانه داشت. همچنین وی در سازمان‌دهی تظاهرات ۱۳۵۹ دانشجویان دانشگاه کابل نقش داشت و در جریان تظاهرات توسط عمال حزب دمکراتیک خلق بازداشت و سه ماه را در زندان پلچرخی سپری کرد؛ اما به دلیل عدم وجود شواهد دوباره آزاد شد. وقتی او به دانشگاه بازگشت به سازمان‌دهی جوانان و فعالیت‌های چریکی در شهر کابل در تشکیل حرکت اسلامی افغانستان ادامه داد. پس از فراغت از دانشگاه در سال ۱۳۶۱ نیز فعالیت‌های مخفی او در کابل ادامه یافت؛ اما سرانجام با دستگیری حدود ۵۰ تن از همرزمانش و اعدام ۲۰ تن آنان، کابل را ترک کرد و به جبهه سیاه‌پیتاب پایگاه موسی بن‌جعفر استقرار یافت. پس از پیروزی مجاهدین در سال ۱۳۷۱، او پُست‌های ریاست دارالانشاء  این حزب را به عهده داشت. وی در ۲۴ قوس (آذر) ۱۳۷۳ از کنار محمدآصف محسنی کنار رفت و جناح دیگری را با همان نام حرکت اسلامی افغانستان تشکیل داد. وی در این شاخه حزب وحدت سمت رئیس شورای اجرائیه را بر عهده داشت.

## تشکیل جبهه سیاه‌پیتاب پایگاه امام موسی بن جعفر
این جبهه در سال ۱۳۶۴ در مربوطات ولسوالی جلریز ولایت میدان وردک توسط آقای مدبر تأسیس شد. از این پایگاه به منظور تأمین روابط حسنه بین اقوام، ایجاد هماهنگی میان مجاهدین سایر مناطق با احزاب هفت‌گانه اهل تشیع، سازمان‌دهی مجاهدین حرکت اسلامی در کابل و حمایت از پایگاه‌های حرکت اسلامی در ولسوالی پغمان استفاده می‌شد. جبهه سیاه‌پیتاب بعدها به دُژ مستحکم جنگی تبدیل شد. در نتیجه فعالیت‌های این جبهه، حرکت اسلامی افغانستان توانست در مدت بسیار اندک، فعالیت چشم‌گیری را در شهر کابل از خود نشان دهد و حاکمیت دولتی را در پایتخت به چالش بکشد.

## سهم‌گیری در تشکیل حزب وحدت
در سال ۱۳۶۸، او و جمع بزرگی از رهبران جهادی، برای تشکیل حزب وحدت اسلامی به منظور جلوگیری از تعدد احزاب و جریان‌های سیاسی کوشش‌های زیادی نمود و آن را یک فرصت تاریخی برای مردم محروم مناطق مرکزی می‌دانست. آقای مدبر پس از تشکیل این حزب، به عضویت شورای مرکزی و معاونیت کمیته سیاسی این حزب درآمد.

## عضویت در دولت مجاهدین
وی در کابینه حکومت مجاهدین نخست به عنوان معاون اول وزارت کار و امور اجتماعی و سپس به عنوان سرپرست این وزارت ایفای وظیفه کرد و به عنوان یک شخصیت فعال و تأثیرگذار برای جلوگیری از افروخته شدن شعله‌های جنگ بین گروه‌های جهادی در کابل تلاش نمود. همچنین دکتر مدبر به نمایندگی از حزب حرکت اسلامی عضو کمیسیون نظامی احزاب جهادی در وزارت دفاع ملی بود.

## مذاکره با طالبان
در سال ۱۳۷۳ خورشیدی، زمانی که گروه طالبان به دروازه‌های شهر کابل رسیده بودند؛ او چندین‌بار به نمایندگی از استاد عبدالعلی مزاری؛ رهبر فقید حزب وحدت اسلامی افغانستان، با نمایندگان طالبان از جمله ملا محمد ربانی که بعدها به ریاست شورای سرپرست طالبان (نخست‌وزیری) رسید، در چهارآسیاب در جنوب‌شرق کابل به مذاکره پرداخت تا راه تفاهم به منظور جلوگیری از خون‌ریزی‌های احتمالی هموار شود. اگرچه در نهایت استاد عبدالعلی مزاری و یاران‌اش به دست طالبان به صورت مظلومانه به شهادت رسیدند؛ اما از بسیاری پیامدهای ناگوار دیگر در کابل به ویژه غرب شهر جلوگیری شد.

## مسئولیت‌ها
آقای مدبر در سال ۱۳۸۱ در لویه‌جرگه اضطراری که اداره موقت تشکیل شد، به عنوان کمیشنر کمیسیون برگزاری این لویه‌جرگه انجام وظیفه نمود. این کمیسیون وظیفه داشت تا ساختار حکومت آینده را نیز ترسیم کند. همچنین در سال ۱۳۸۱ به عنوان رئیس عمومی انجوها، در سال ۱۳۸۲ رئیس ارتباط خارجه و سپس به حیث معین اول وزارت پلان تقرر حاصل نمود. طی این سال‌ها او به حیث رئیس مجتمع جامعه مدنی افغانستان نیز کار کرده‌است.
مدبر در لویه‌جرگه قانون اساسی، نخست به عنوان مسئول بخش انتخابات دارالانشاء لویه‌جرگه قانون اساسی و سپس مسئول تشریفات این لویه‌جرگه وظیفه اجرا کرد. وی در سال‌های ۱۳۸۳ تا سال ۱۳۸۴ سمت معاونت دارالانشاء دفتر کمیسیون مشترک تنظیم انتخابات (JCMB) را به عهده داشت و نخستین انتخابات ریاست‌جمهوری با مدیریت او و همکارانش برگزار شد.
آقای مدبر، در نخستین حکومت انتخابی به حیث معاون پالیسی ریاست عمومی اداره امور و دارالانشاء شورای وزیران تقرر حاصل نمود و در سال ۱۳۸۶ با حفظ سمت پیشین به حیث معین وزارت دولت در امور پارلمانی تقرر یافت و یک سال بعد به ریاست عمومی اداره امور و دارالانشاء شورای وزیران رسید و این سمت را تا پایان حکومت حامد کرزی (میزان ۱۳۹۳) حفظ کرد. همچنین وی از سال ۱۳۸۷ الی ۱۳۹۳ عضویت شورای امنیت ملی؛ مهم‌ترین نهاد سیاسی ـ امنیتی کشور را داشت. او در سال ۱۳۸۶ معاونیت دارالانشاء کمیسیون برگزاری جرگه مشترک امن منطقه‌ای، در سال ۱۳۸۹ مسئولیت ریاست دارالانشاء کمیسیون برگزاری جرگه ملی صلح و در سال ۱۳۹۰ ریاست دارالانشاء کمیسیون لویه جرگه عنعنوی در سال ۱۳۹۲ ریاست دارالانشاء کمیسیون برگزاری لویه جرگه مشورتی و در سال ۱۳۹۳ ریاست کمیسیون روند انتقال قدرت سیاسی را به عهده داشت.

## پایه‌گذاری حزب انسجام ملی افغانستان
دکتر مدبر در سال ۱۳۸۶ خورشیدی با جمعی از افراد و شخصیت‌ها حزب انسجام ملی افغانستان را پایه‌گذاری کرد و این حزب در مدت نزدیک به یک دهه فعالیت، به عنوان یکی از احزاب مطرح سیاسی عرض اندام کرد. حزب انسجام ملی تحت رهبری وی، در چندین روند ملی از جمله در پنج انتخابات ریاست‌جمهوری، پارلمانی و شوراهای ولسوالی حضور فعالانه و نقش تعیین‌کننده داشت و به عنوان یک جریان معتدل و میانه‌رو، همواره بر وحدت ملی، عدالت اجتماعی و انکشاف متوازن در افغانستان تأکید کرده‌است.
مدبر در سال ۱۳۹۴ با جمع بزرگی از رهبران سیاسی و جهادی کشور شورای حراست و ثبات افغانستان را به عنوان یک جریان اصلاح‌طلب سیاسی پایه‌گذاری کرد و در این شورا عضو هیئت رهبری و سمت ریاست دارالانشاء را عهده‌دار می‌باشد.
صادق مدبر هم‌اکنون، به‌حیث رئیس شورای رهبری حزب انسجام ملی افغانستان، عضو هیئت رهبری و رئیس دارالانشاء شورای حراست و ثبات و مشاور حامد کرزی رئیس‌جمهور پیشین کشور ایفای وظیفه می‌کند.